# Shérif, fais-moi peur
Cet article concerne la série télévisée originale. Pour l'adaptation cinématographique, voir Shérif, fais-moi peur (film).
Pour l’article ayant un titre homophone, voir Cherif, fais-moi peur.
Ne doit pas être confondu avec Fais-moi peur !.
Shérif, fais-moi peur (The Dukes of Hazzard) est une série télévisée américaine en 147 épisodes de 50 minutes, créée par Gy Waldron (en) et diffusée entre le 14 septembre 1979 et le 8 février 1985 sur le réseau CBS.
En France, la série a été diffusée à partir du 18 septembre 1980 sur Antenne 2, puis sur La Cinq à partir du 7 septembre 1986, qui rediffuse la série et programme la suite inédite. Rediffusion sur TMC, RTL9, Comédie, NRJ 12 en 2008 et sur Virgin 17 du 15 mars au 8 juin 2010. Au Québec, elle a été diffusée à partir du 18 janvier 1984 sur le réseau TVA.

## Synopsis
La famille Duke vit dans une zone non incorporée du comté de Hazzard — lieu fictif créé pour la série — dans l'État de Géorgie : l'oncle Jesse, chef de famille se livrant à des activités plus ou moins légales (principalement l'alcool de contrebande) ; les cousins Luke et Bo, intrépides et sportifs, au volant de leur « General Lee » (une Dodge Charger 1969 nommée ainsi en référence au Général Robert Lee) et leur jolie cousine, Daisy, serveuse au Repaire du Sanglier (Boar's Nest), sauvage et bagarreuse, vêtue, la plupart du temps, de débardeurs, mini-shorts, et talons-aiguilles.
La famille se frotte depuis toujours au shérif Rosco P. Coltrane et au beau-frère de celui-ci, le maire, Jefferson Davis Hogg, dit J.D. ou Boss Hogg, aussi corrompus l'un que l'autre, qui rêvent de les mettre sous les verrous. Mais il s'agit souvent de petites bagarres bon enfant, les deux clans, se connaissant depuis toujours, étant toujours prêts à s'entraider lorsqu'ils sont confrontés à de vrais méchants.
Leurs aventures sont ponctuées de courses poursuites aboutissant toujours à des sauts de General Lee.

## Distribution

### Acteurs principaux
- Tom Wopat (VF : Patrick Fierry (saison 1), Richard Darbois (saisons 2 à 3) puis Emmanuel Jacomy (saisons 3 à 7)) : Luke Duke
- John Schneider (VF : Guy Chapellier (saison 1), Jean-François Vlérick (saisons 2 et 3) puis Daniel Lafourcade (saisons 4 à 7)) : Bo Duke
- Catherine Bach (VF : Catherine Lafond (saison 1), Dorothée Jemma (saisons 2 à 4) puis Kelvine Dumour (saisons 5 à 7)) : Daisy Duke
- Denver Pyle (VF : Raymond Loyer (saison 1), Jean Violette (saisons 2 à 5) puis Jean Michaud (saisons 5 à 7)) : oncle Jesse Duke
- James Best (VF : Claude Joseph) : le shérif Rosco P. Coltrane
- Sorrell Booke (VF : Roger Carel (saison 1) puis Claude Nicot (saisons 2 à 7)) : 
  - Jefferson Davis "Boss" Hogg
  - Abraham Lincoln Hogg dans l'épisode "Copie non conforme" (S3, E08)
- Ben Jones (VF : Marc de Georgi (saisons 1 à 3), Jean-Claude Robbe (saisons 3 à 5) puis Jean-Claude Sachot (saisons 5 à 7)) : Cooter Davenport
- Christopher Mayer (en) (VF : Emmanuel Jacomy) : Vance Duke (saison 5 seulement)
- Byron Cherry (en) (VF : Daniel Lafourcade) : Coy Duke (saison 5 seulement)

### Acteurs récurrents
- Sonny Shroyer (VF : François Leccia (saison 1), Marc François (saisons 2 et 3) puis Georges Caudron (saisons 5 à 7)) : adjoint Enos Strate (principal saisons 1 et 2, 5 à 7, récurrent saison 3)
- Rick Hurst (en) (VF : Alain Flick (saison 1), Joseph Falcucci (saison 2) puis Philippe Peythieu (saisons 3 à 5)) : adjoint Cletus Hogg (principal saisons 3 et 4, récurrent saisons 1 et 2)
- Lindsay Bloom (en) (saisons 1 à 3) : Myrtle Tillingham / Mabel Tillingham
- Norman Alden (saisons 1 & 2): Chef Lacey
- Ernie Lively (saison 2) : Longstreet B. Davenport
- Dick Sargent (saison 2) : Shérif Grady Bird
- James Hampton : (saison 2) : Shérif Buster Moon
- Peggy Rea (VF : Paule Emanuele, Monique Mélinand et Liliane Gaudet) : Lulu Coltrane Hogg (récurrente)
- Jeff Altman : Hughie Hogg (récurrent saison 3)
- Nedra Volz (saison 3) : Miz Tisdale
- Don Pedro Colley : Shérif Little (récurrent saisons 3 à 7)
- Parley Baer : Dr Appleby (récurrent saisons 4, 6 et 7)
- Nedra Volz : Miz Tisdale (récurrente)

### Chanteurs invités
Au cours des saisons, de nombreux chanteurs de country sont invités, interprétant un titre de leur répertoire à la fin de l'épisode.
- Loretta Lynn (saison 2, épisode 18, « Loretta Lynn a disparu »)
- Tammy Wynette (saison 3, épisodes 4, « Epouvante à la carte »)
- Hoyt Axton (saison 3, épisodes 11, « Bon voisinage »)
- The Oak Ridge Boys (saison 2, épisodes 10, « Tante Annie »)

## Production
En 1975, Gy Waldron s'inspire de la biographie de Jerry Rushing, un transporteur illégal d'alcool, pour le film Moonrunners. Quelques années plus tard, il garde la trame principale et change le nom de quelques personnages pour en faire une série télévisée.
La série partage également son thème central (des courses et accidents de voitures sur un ton humoristique) avec le film Cours après moi shérif (Smokey and the Bandit), immense succès de 1977. Son acteur principal Burt Reynolds apparaît d'ailleurs dans l'adaptation de 2000 Shérif, fais-moi peur.
Les cinq premiers épisodes ont été tournés à Conyers et Covington (Géorgie), puis le reste dans les studios de la Warner à Los Angeles.
La Général Lee est absente de tout l'épisode 3 de la première saison.

## Doublage français
Lors du doublage initial de la série dans les années 1980, certaines parties d'épisodes n'avaient pas été doublées en français. Lorsqu'il est diffusé en France, le premier épisode démarre par le générique, or dans la version française et originale du DVD, l'épisode démarre par un résumé de 40 secondes. Certaines interventions du narrateur n'ont pas été doublées. Les répliques de certains personnages hors-champ, n'ont pas été doublées. Laissant ainsi des images sans dialogue français. Cette pratique s'explique par la cadence rapide avec laquelle on doublait les séries à l'époque.
Lors de la sortie du DVD en 2005, l'éditeur a choisi d'ajouter ces interventions manquantes. Afin d'avoir des pistes sonores françaises et anglaises communes, et afin de les faire coïncider aux sous-titres.
Ces ajouts ne sont présents que sur le DVD. En 2010, lors de sa rediffusion sur Virgin 17, la version française était toujours celle des années 1980.

## Autour de la série
Shérif, fais-moi peur ! était la seconde série la plus regardée aux États-Unis (juste derrière Dallas) à son époque.[réf. nécessaire]
James Best qui tenait le rôle de Rosco P. Coltrane, a quitté la série à de nombreuses reprises. Lorsqu'il a commencé à jouer son rôle, il avait une caravane pour se changer et se doucher, mais après quelque temps, la caravane a été enlevée par le studio. James Best a alors quitté le tournage en guise de protestation, jusqu'à ce qu'un contrat garantisse la présence de sa caravane.
La parenthèse Coy & Vance : Le succès de la série reposait avant tout sur le duo Luke et Bo Duke, les deux personnages principaux de la série. Les producteurs ayant à l'époque une vision différente (ils pensaient que la série reposait avant tout sur les cascades de General Lee), John Schneider et Tom Wopat ont quitté le plateau, à la suite de l'échec d'un accord sur leurs salaires. Deux acteurs assez ressemblants ont été engagés (Byron Cherry pour le rôle de Coy Duke et Christopher Mayer pour le rôle de Vance Duke). Cette cinquième saison a donc été tournée avec des scripts originellement prévus pour Bo et Luke en remplaçant simplement leur nom par ceux de Coy et Vance. Dès lors, ces personnages faisant vraiment clones de Bo et Luke n'ont jamais rencontré la sympathie du public, qui reprochait en outre à cette cinquième saison sa tonalité plus sombre et moins humoristique que d'habitude. Bien que le retour de Bo et de Luke pour la saison 6 ait été un soulagement pour bon nombre de fans, beaucoup ont reproché le fait que le départ de Coy et Vance ne soit en fait résumé qu'en quelques secondes, au début d'un épisode somme toute standard, là où ils auraient préféré un épisode spécial où les quatre cousins auraient déjoué un plan machiavélique de Boss Hogg, avant que Bo et Luke reprennent leur place et que Coy et Vance ne partent.[réf. nécessaire]

## Tournage
Les cascades à répétition rendaient en réalité la voiture inutilisable par la suite. C'est ainsi que 309 Dodge Charger '69 ont été détruites durant le tournage.
Il y a même eu des personnes qui appelaient afin de se débarrasser gratuitement de leur Charger à condition qu'elle tourne dans un épisode, dans le contexte de l'augmentation du prix de l'essence au USA qui avait sonné le glas des muscle cars à l'ancienne, ceci a été rapporté par la production dans un supplément de DVD de la série.

## Générique
Deux thèmes du générique sont utilisés en France : d'abord l'adaptation française interprétée par Noam et écrite par Haim Saban, présente dans les premiers épisodes diffusés sur Antenne 2 en 1980. Puis, la chanson originale américaine : The Good Ol' Boys, écrite et interprétée par Waylon Jennings, qui apparaît dans les épisodes inédits, diffusés sur La Cinq, à partir de 1986. Jennings est aussi le narrateur dans la VO, et a même été invité à reprendre cette fonction sur les bonus du DVD du film de 2005.

## Fiche technique
- Titre français : Shérif, fais-moi peur !
- Titre original : The Dukes of Hazzard
- Création : Gy Waldron
- Producteurs superviseurs : Rod Amateau, Robert L. Jacks, Joseph Gantman et Hy Averback
- Producteurs : Paul R. Picard, Ralph Riskin, Skip Ward et Myles Wilder
- Coproducteurs : Gy Waldron et William Kelley
- Producteurs associés : Albert J. Salzer, Ronald R. Grow, Russell Livingstone, Wes McAfee et Gilles de Turenne
- Producteurs exécutifs : Paul R. Picard, Wes McAfee et Philip Mandelker
- Coproducteur exécutif : Lyle Howry
- Compagnies de production : Lou Step Productions - Piggy Productions - Warner Bros Television
- Compagnie de distribution : Warner Bros. Television
- Dates de sortie[4] :
  -  États-Unis : 26 janvier 1979 sur CBS
  -  France : 14 septembre 1980 sur Antenne 2